# Chrysosplenium
Chrysosplenium là một chi thực vật có hoa trong họ Saxifragaceae.